# Vårringhätting
Vårringhätting (Conocybe aporos) är en svampart som beskrevs av Kits van Wav. 1970. Conocybe aporos ingår i släktet Conocybe och familjen Bolbitiaceae.   Inga underarter finns listade i Catalogue of Life.
I den svenska databasen Dyntaxa används istället namnet Pholiotina aporos för samma taxon.  Arten är reproducerande i Sverige.